# 欧洲委员会防止和反对针对妇女的暴力和家庭暴力公约
欧洲委员会防止和反对针对妇女的暴力和家庭暴力公约（英語：Council of Europe Convention on preventing and combating violence against women and domestic violence），又称伊斯坦布尔公约（英語：Istanbul Convention），2011年5月11日，土耳其伊斯坦布尔召开的欧盟委员会会议上通过，是欧洲首部专门打击对妇女暴力和家庭暴力的条约。

## 签署情况
2014年8月1日，公约在获得10个国家的批准之后，正式生效。至2019年已有34个欧洲国家签署。依官方頁面，至2021年3月31日為止，有45個國家簽署，然而只有34個國家正式生效。

## 签署国家
- 阿尔巴尼亚
- 安道爾
- 奥地利
- 比利時
- 波斯尼亚和黑塞哥维那
- 保加利亞
- 克羅埃西亞
- 塞浦路斯
- 捷克
- 丹麥
- 愛沙尼亞
- 芬蘭
- 法國
- 喬治亞
- 德國
- 希臘
- 匈牙利
- 冰島
- 愛爾蘭
- 意大利
- 拉脫維亞
- 列支敦士登
- 立陶宛
- 盧森堡
- 馬爾他
- 摩納哥
- 蒙地內哥羅
- 尼德蘭
- 北馬其頓
- 挪威
- 波蘭
- 葡萄牙
- 摩達維亞
- 羅馬尼亞
- 聖馬利諾
- 斯洛伐克
- 斯洛維尼亞
- 西班牙
- 瑞典
- 瑞士
- 土耳其（2021年退出）
- 烏克蘭
- 英國

## 退出協議國
土耳其：2021年3月20日，土耳其政府在官方憲報宣佈退出本公約。